# ユニット・トラスト
ユニット・トラスト（英：unit trust）は、いわゆる投資信託の一種。信託証書（trust deed）によって設定される。
オーストラリア、アイルランド、マン島、ジャージー、ニュージーランド、ナミビア、南アフリカ、シンガポール、マレーシアおよびイギリスにおいてみられ、様々な種類の証券への投資が可能である。
ユニット・トラストはオープン・エンド型の投資商品である。したがって、裏付となる資産の価額は、常に、発行済みユニットの総数にユニット価格を乗じたものから取引・運用報酬その他の関連費用を差し引いたものによって表されることになる。各ファンドが、特定の「投資目標」（investment objective）を有しており、これによって運用の目標と制限が決せられる。

## 構造

### 関係者
- ファンド・マネージャー（fund manager）：信託を運営し、利潤を追求する。
- 受託者（trustee） ：ファンド・マネージャーによる「投資目標」の遵守を確保し、信託財産を保護する。
- ユニットホルダー（unitholder）：信託財産に対する権利を有する。
- 販売会社（distributor）：あるファンド・マネージャーのユニット・トラストについてユニットホルダーによる取引を可能とする。
- 登録機関（registrar）：通常はファンド・マネージャーにより雇われ、一般にファンド・マネージャーと種々の利害関係人との間の仲介人として行動する。

### オープン・エンド型
ユニット・トラストはオープン・エンドである。すなわち、ファンドが均等にユニットに分割され、その価格は当該ファンドの「純資産価額」（net asset value）に正比例して変動する。資金が投資されるたびに、ユニットの購入価格に相応する新たなユニットが創出される。ユニットが償還されるたびに、ユニット売却価格に相応する資産が売却される。こうして、ユニットについて需要と供給が形成されることはなく、ユニットは、裏付資産を直接的に反映したものとなる。ユニット・トラストの取引は手数料を要しない。

## 呼び値スプレッド
ファンド・マネージャーの収益源は、ユニットの購入価格または売り呼び値と売却価格または買い呼び値との差額である。この差額を「呼び値スプレッド」（bid-offer spreadまたはbid-ask spread）という。呼び値スプレッドは、保有資産の種別によって異なり、英国債・米国債のような流動性の高い資産であれば数bpsということもあるが、不動産のように売買がより困難な資産であれば5％以上ということもある。信託証書上、しばしば、ファンド・マネージャーに市場の状況を反映して呼び値スプレッドを変更する権利を与えられていることがあるが、その目的は、ファンド・マネージャーが流動性をコントロールできるようにするためである。
投資ポートフォリオの運営費用をカバーするために、ファンド・マネージャーは、年間運用手数料（annual management charge: AMC）を得る。典型的には、ファンドの時価の1～2％である。年間運用手数料に加えて、裏付資産の運用・取引による費用もまた信託により負担されることがある。その場合、ファンド・マネージャーは、AMCからファンドの運用費用を控除した額に相当する収益を得ることになる。このため、そのようなユニット・トラストの負担する手数料は透明性を欠くことになる。

## 仕組み
ユニットは、資金が投資されたときに創出され、資金が回収されるときに解除される。「創出価格」（creation price）と「解除価格」（cancellation price）は必ずしも「売り呼び値」「買い呼び値」とは一致しない。規制上のルールに従う限り、これらの価格は、当該日における資産価額の高値と安値に応じて異なるものとすることができる。これら2セットの価格の差額による取引収益をbox profitという。

## OEICへの転換
イギリスにおいては、近年、多くのユニット・トラストのファンド・マネージャーはオープン・エンド型投資会社（en:open-ended investment company：OEIC）への転換を行ってきた。OEICは、普通、購入および売却について価格は単一であるが、最近の規制の変更によりユニット・トラストと同様の二重の価格設定も可能となった。
転換の動機としては、単純化およびEU規制に従って欧州全域でファンドを募集するための先駆けである、と言及されることがある。
よりシニカルな見方をすれば、OEICの希釈化調整（dilution adjustment）（"Swinging Single Price"ということのほうが多い。）において手数料を隠蔽する自由度が増す一方で、単純化という虚飾を維持することができる、という点があるのかもしれない。

## 歴史
最初のユニット・トラストが生まれたのは1931年のイギリスで、イアン・フェアベアン（en:Ian Fairbairn）に触発されたM&Gによるものであった。その理由は、1929年のウォール街の大暴落における米国のミューチュアル・ファンドの相対的な強固さに対抗することであった。最初のユニット・トラストは「First British Fixed Trust」と呼ばれ、20年間の固定存続期間における不変の固定ポートフォリオとして24の主要企業株を保有した。このユニット・トラストは「M&G General Trust」として再開され、後に「Blue Chip Fund 」に改称した。
1939年までに、イギリスには約100のユニット・トラストがあり、同国において8000万ポンドのファンドを運用していた。
ユニット・トラストの起源および米国のミューチュアル・ファンドとの関係については、Sin, Kam Fan (1998) The Legal Nature of the Unit Trust. Clarendon Press ISBN 0-19-876468-5.を参照。

## 投資の方法
イギリスにおいては、ユニットはファンド・マネージャーから直接に買い付けることが可能であり、ノミニー口座または個人貯蓄勘定（individual savings account：ISA）を通じて保有することとなる。
1987年1月1日から1999年4月5日までにおいては、個人株式投資プラン（personal equity plan：PEPを通じて投資することも可能であったが、2008年4月6日に、これは廃止され、全てのPEP口座は自動的に株式ISA（stocks and shares ISA）に移行した。詳細はhttp://www.hmrc.gov.uk/stats/peps/pep_b_1.htmを参照。